# Edward Gleason
Edward Francis Gleason (ur. 9 listopada 1869 w Hyannis, zm. 9 kwietnia 1944 tamże) – amerykański strzelec, mistrz olimpijski.
Z zawodu był chirurgiem. Uczęszczał do University of Vermont Medical School, po którym odbył praktyki w Boston City Hospital. Studiował potem chirurgię na Uniwersytecie Wiedeńskim. Powrócił na krótko do Bostonu w celu odbycia ponownych praktyk, by ostatecznie osiedlić się w Hyannis.
Gleason wystąpił na Letnich Igrzyskach Olimpijskich 1912 w dwóch konkurencjach. W trapie indywidualnym uzyskał 87 punktów, kończąc zawody na 11. miejscu. W trapie drużynowym zdobył wraz z kolegami z reprezentacji złoty medal, osiągając jednak najsłabszy rezultat wśród amerykańskich zawodników (skład zespołu: Charles Billings, Edward Gleason, James Graham, Frank Hall, John Hendrickson, Ralph Spotts).

## Wyniki

### Igrzyska olimpijskie
| Igrzyska | Konkurencja     | Wynik                                    | Miejsce | Źródło |
| -------- | --------------- | ---------------------------------------- | ------- | ------ |
| IO 1912  | Trap            | 87 pkt. (19–28–40)                       | 11      | [ 1 ]  |
| IO 1912  | Trap, drużynowo | 532 pkt. (druż.) 80 pkt. ind. (18–23–39) |         | [ 2 ]  |